# فریدبرگ، بایرن
شهر فریدبرگ، بایرن در ایالت بایرن در کشور آلمان واقع شده‌است.